# Gemini Suite
Gemini Suite — дебютный сольный студийный альбом английского композитора и клавишника, участника рок-группы Deep Purple Джона Лорда, вышедший в 1971 году на лейблах Purple Records и Capitol Records.

## Об альбоме
После первой оркестровой работы Concerto for Group and Orchestra, записанной в 1969 году с группой Deep Purple, но прохладно встреченной большинством слушателей, Джон Лорд решил отделить такую музыку от названия Deep Purple, хотя некоторые из музыкантов группы участвовали в записи последующих произведений.
Второй работой в этом направлении стала Gemini Suite, исполненная на концерте в сентябре 1970 года в Royal Festival Hall со всеми пятью участниками Deep Purple и оркестром Общества легкой музыки (концертный альбом был выпущен в 1993 году под названием Gemini Suite Live). Затем Джон Лорд записал её в студии в качестве своего первого сольного проекта в 1971 году с Лондонским симфоническим оркестром под управлением Малкольма Арнольда и другими музыкантами, в число которых входили двое его коллег по группе Deep Purple — Иэн Пейс и Роджер Гловер.
Gemini Suite был важным шагом для Лорда и привел к таким альбомам, как Windows (1974) и Sarabande  (1976). Первоначально альбом был выпущен в Европе и Америке в 1971 году с разными обложками. В американском переиздании 1973 года была представлена третья версия обложки. В 1983 году альбом был переиздан на LP в Германии, а четыре года спустя также впервые на CD. В 2008 году вышла ремастированная версия альбома на CD.

## Список композиций
1. «Guitar» — Вокал: Albert Lee
2. «Piano» — Вокал: Jon Lord
3. «Drums» — Вокал: Ian Paice
4. «Vocals» — Вокал: Yvonne Elliman и Tony Ashton
5. «Bass guitar» — Вокал: Roger Glover
6. «Organ» — Вокал: Jon Lord

## Участники записи
- Jon Lord — клавишные, орган
- Tony Ashton — вокал
- Yvonne Elliman — вокал
- Albert Lee — гитары
- Roger Glover — бас гитара
- Ian Paice — ударные
- London Symphony Orchestra под руководством Малкольма Арнольда